# 阿法納西伊夫卡
47°1′17″N 32°48′53″E / 47.02139°N 32.81472°E
阿法納西伊夫卡（烏克蘭語：Афанасіївка），是烏克蘭南部的村莊，隸屬尼古拉耶夫州的巴什坦卡區。該村始建於1810年，面積3.48平方公里，海拔高度12米，2001年人口630，人口密度每平方公里181人。